# Evarist
Evarist, papa od 99. do 107.

## Životopis
Malo je poznato o ovom papi. Prema zbirci "Liber pontificalis" bio je podrijetlom iz helenizirane židovske obitelji, a rođen u Betlehemu. Na kršćanstvo se obratio u Rimu. Izabran je za vladavine rimskog cara Domicijana, u doba drugog velikog progona kršćana. Prema istoj zbirci, on je podijelio Rim na diaconiae (također i tituli) kojih je bilo sedam i u kojima će kasnije, kao na mjestima posvećenim mučeništvom, biti podignute bazilike. Propisao je da sedam đakona nazoči biskupovim propovijedima, kao svjedoci njegova pravovjerja. Usto, u njegovo doba počinje običaj javnog blagoslova ženidbe, nakon njezina civilnog sklapanja, i to uz nazočnost dvoje svjedoka. Također "Liber pontificalis" navodi da je ovaj rimski biskup pokopan u Vatikanu, uz grob svetog Petra, premda druga predaja drži da je pokopan u crkvi sv. Marije Velike u Napulju. Evaristovo mučeništvo, premda prisutno u predaji, nije povijesno dokazano.
Euzebije Cezarejski, u svojoj "Crkvenoj povijesti" (IV, I) spominje da je Evarist umro u dvanaestoj godini Trajanove vladavine, nakon što je osam godina bio rimski biskup. Spomendan sv. Evarista, pape, u Rimokatoličkoj Crkvi obilježava se 26. listopada.
U Rimskom martirologiju o ovom je papi navedeno sljedeće: "U Rimu sveti Evarist, papa i mučenik, koji je pod carem Hadrijanom zacrvenio Božju Crkvu svojom krvlju."